# Tim de Cler
Tim de Cler (født 8. november 1978 i Leiden, Holland) er en tidligere hollandsk fodboldspiller, der spillede som forsvarsspiller. Han nåede i karrieren at optræde for Ajax, AZ Alkmaar, Feyenoord samt AEK Larnaca.
De Cler vandt med Ajax Amsterdam Æresdivisionen i 1998 og 2002 og pokalturneringen i 1998, 1999 og 2002. Med Feyenoord vandt han, i 2008, igen pokalturneringen.

## Landshold
De Cler nåede at spiller 17 kampe for Hollands landshold, som han debuterede for den 17. august 2005 i et opgør mod Tyskland. Han blev af den daværende landstræner Marco van Basten udtaget til den hollandske trup til både VM i 2006 i Tyskland samt EM i 2008 i Østrig og Schweiz.

## Titler
Æresdivisionen
- 1998 og 2002 med Ajax Amsterdam

Hollands pokalturnering
- 1998, 1999 og 2002 med Ajax Amsterdam
- 2008 med Feyenoord

- Wikimedia Commons har flere filer relateret til Tim de Cler